# 55. Kongress der Vereinigten Staaten
Der 55. Kongress der Vereinigten Staaten, bestehend aus dem Repräsentantenhaus und dem Senat, war die Legislative der Vereinigten Staaten. Seine Legislaturperiode dauerte vom 4. März 1897 bis zum 4. März 1899. Alle Abgeordneten des Repräsentantenhauses sowie ein Drittel der Senatoren (Klasse III) waren im Jahr 1896 bei den Kongresswahlen gewählt worden. Dabei ergab sich in beiden Kammern eine Mehrheit für die Republikanische Partei, die mit William McKinley auch den Präsidenten stellte. Der Demokratischen Partei blieb nur die Rolle in der Opposition. Der Kongress tagte in der amerikanischen Bundeshauptstadt Washington, D.C. Die Vereinigten Staaten bestanden damals aus 45 Bundesstaaten. Die Sitzverteilung im Repräsentantenhaus basierte auf der Volkszählung von 1890.

## Wichtige Ereignisse
Siehe auch 1897 1898 und 1899
- 4. März 1897: Beginn der Legislaturperiode des 55. Kongresses. Gleichzeitig wird der ebenfalls im November 1896 gewählte neue Präsident William McKinley in sein Amt eingeführt. Er löst den Demokraten Grover Cleveland ab.
- 5. Februar 1898: Mit der Explosion des amerikanischen Kriegsschiffs Maine im Hafen von Havanna auf Kuba beginnt der Spanisch-Amerikanische Krieg von 1898
- 7. Juli 1898: Annexion von Hawaii durch die USA.
- 10. Dezember 1898: Mit dem Friedensvertrag von Paris wird dieser Krieg beendet. Unter anderem kommen die Philippinen, Guam und Puerto Rico unter amerikanische Verwaltung.

## Die wichtigsten Gesetze
In den Sitzungsperioden des 55. Kongresses wurden unter anderem folgende Bundesgesetze verabschiedet (siehe auch: Gesetzgebungsverfahren):
- 24. Juli 1897: Dingley Act
- 20. April 1898: Teller Resolution
- 25. April 1898: Kriegserklärung an Spanien. Siehe Spanisch-Amerikanischer Krieg
- 1. Juni 1898: Erdman Act
- 13. Juni 1898: War Revenue Act of 1898
- 1. Juli 1898: Bankruptcy Act of 1898
- 7. Juli 1898: Newlands Resolution. Dabei ging es um die Eingliederung von Hawaii
- 3. März 1899: Rivers and Harbors Act of 1899

## Zusammensetzung nach Parteien

### Senat
- Demokratische Partei: 34
- Republikanische Partei: 44 (Mehrheit)
- Sonstige: 12
- Vakant: 0

Gesamt: 90

### Repräsentantenhaus
- Demokratische Partei: 124
- Republikanische Partei: 206 (Mehrheit)
- Sonstige: 27
- Vakant: 0

Gesamt: 357
Außerdem gab es noch drei nicht stimmberechtigte Kongressdelegierte.

## Amtsträger

### Senat
- Präsident des Senats: Garret Hobart (R)
- Präsident pro tempore: William P. Frye (R)

### Repräsentantenhaus
- Sprecher des Repräsentantenhauses: Thomas Brackett Reed (R)

## Senatsmitglieder
Im 55. Kongress vertraten folgende Senatoren ihre jeweiligen Bundesstaaten:
| Alabama - 2. John Tyler Morgan (D) - 3. Edmund Pettus (D) Arkansas - 2. James Henderson Berry (D) - 3. James Kimbrough Jones (D) Kalifornien - 1. Stephen M. White (D) - 3. George Clement Perkins (R) Colorado - 2. Edward O. Wolcott (R) - 3. Henry Moore Teller (SR= Silver Republican Party) Connecticut - 1. Joseph Roswell Hawley (R) - 3. Orville H. Platt (R) Delaware - 1. George Gray (D) - 2. Richard R. Kenney (R) Florida - 1. Samuel Pasco (D) - 3. Stephen R. Mallory Jr. (D) ab dem 15. Mai 1897 Georgia - 2. Augustus Octavius Bacon (D) - 3. Alexander S. Clay (D) Idaho - 2. George Laird Shoup (R) - 3. Henry Heitfeld (P= Populist Party) Illinois - 2. Shelby Moore Cullom (R) - 3. William E. Mason (R) Indiana - 1. David Turpie (D) - 3. Charles W. Fairbanks (R) Iowa - 2. John H. Gear (R) - 3. William B. Allison (R) Kansas - 2. Lucien Baker (R) - 3. William A. Harris (P) Kentucky - 2. William Lindsay (D) - 3. William Joseph Deboe (R) Louisiana - 2. Donelson Caffery (D) - 3. Samuel D. McEnery (D) Maine - 1. Eugene Hale (R) - 2. William P. Frye (R) Maryland - 1. Arthur Pue Gorman (D) - 3. George Wellington (R) Massachusetts - 1. Henry Cabot Lodge (R) - 2. George Frisbie Hoar (R) Michigan - 1. Julius C. Burrows (R) - 2. James McMillan (R) Minnesota - 1. Cushman Kellogg Davis (R) - 2. Knute Nelson (R) Mississippi - 1. James Z. George (D) bis zum 14. August 1897 - Hernando Money (D) ab dem 8. Oktober 1897 - 2. Edward C. Walthall (D) bis zum 21. April 1898 - William V. Sullivan (D) ab dem 31. Mai 1898 Missouri - 1. Francis Cockrell (D) - 3. George Graham Vest (D) Montana - 1. Lee Mantle (SR) - 2. Thomas Henry Carter (R) | Nebraska - 1. William V. Allen (P) - 2. John Mellen Thurston (R) Nevada - 1. William M. Stewart (S) - 3. John P. Jones (S) New Hampshire - 2. William E. Chandler (R) - 3. Jacob Harold Gallinger (R) New Jersey - 1. James Smith (D) - 2. William Joyce Sewell (R) New York - 1. Edward Murphy (D) - 3. Thomas C. Platt (R) North Carolina - 2. Marion Butler (P) - 3. Jeter Connelly Pritchard (R) North Dakota - 1. William N. Roach (D) - 3. Henry C. Hansbrough (R) Ohio - 1. Mark Hanna (R) ab dem 5. März 1897 - 3. Joseph B. Foraker (R) Oregon - 2. George W. McBride (R) - 3. Joseph Simon (R) ab dem 7. Oktober 1898 Pennsylvania - 1. Matthew Quay (R) - 3. Boies Penrose (R) Rhode Island - 1. Nelson W. Aldrich (R) - 2. George P. Wetmore (R) South Carolina - 2. Benjamin Tillman (D) - 3. Joseph H. Earle (D) bis zum 20. Mai 1897 - John L. McLaurin (D) ab dem 1. Juni 1897 South Dakota - 2. Richard F. Pettigrew (R) - 3. James H. Kyle (P) Tennessee - 1. William B. Bate (D) - 2. Isham G. Harris (D) bis zum 8. Juli 1897 - Thomas B. Turley (D) ab dem 20. Juli 1897 Texas - 1. Roger Q. Mills (D) - 2. Horace Chilton (D) Utah - 1. Frank J. Cannon (S) - 3. Joseph Lafayette Rawlins (D) Vermont - 1. Redfield Proctor (R) - 3. Justin Smith Morrill (R) bis zum 28. Dezember 1898 - Jonathan Ross (R) ab dem 11. Januar 1899 Virginia - 1. John W. Daniel (D) - 2. Thomas S. Martin (D) Washington - 1. John Lockwood Wilson (R) - 3. George Turner (S) West Virginia - 1. Charles James Faulkner (D) - 2. Stephen Benton Elkins (R) Wisconsin - 1. John L. Mitchell (D) - 3. John Coit Spooner (R) Wyoming - 1. Clarence Don Clark (R) - 2. Francis E. Warren (R) |

## Mitglieder des Repräsentantenhauses
Folgende Kongressabgeordnete vertraten im 55. Kongress die Interessen ihrer jeweiligen Bundesstaaten:
| Alabama 9 Wahlbezirke - 1. George W. Taylor (D) - 2. Jesse F. Stallings (D) - 3. Henry De Lamar Clayton, Jr. (D) - 4. Thomas S. Plowman (D) bis zum 9. Februar 1898 - William F. Aldrich (R) ab dem 9. Februar 1898 - 5. Willis Brewer (D) - 6. John H. Bankhead (D) - 7. Milford W. Howard (P) - 8. Joseph Wheeler (D) - 9. Oscar Underwood (D) Arkansas 6 Wahlbezirke. - 1. Philip D. McCulloch (D) - 2. John Sebastian Little (D) - 3. Thomas Chipman McRae (D) - 4. William L. Terry (D) - 5. Hugh A. Dinsmore (D) - 6. Stephen Brundidge (D) Kalifornien 7 Wahlbezirke. - 1. John All Barham (R) - 2. Marion De Vries (D) - 3. Samuel G. Hilborn (R) - 4. James G. Maguire (D) - 5. Eugene F. Loud (R) - 6. Charles A. Barlow (P) - 7. Curtis H. Castle (P) Colorado 2 Wahlbezirke - 1. John F. Shafroth (SR) - 2. John Calhoun Bell (P) Connecticut 4 Wahlbezirke - 1. E. Stevens Henry (R) - 2. Nehemiah D. Sperry (R) - 3. Charles A. Russell (R) - 4. Ebenezer J. Hill (R) Delaware Staatsweite Wahl - L. Irving Handy (D) Florida Zwei Wahlbezirke - 1. Stephen M. Sparkman (D) - 2. Robert Wyche Davis (D) Georgia 11 Wahlbezirke - 1. Rufus E. Lester (D) - 2. James M. Griggs (D) - 3. Elijah B. Lewis (D) - 4. William C. Adamson (D) - 5. Leonidas F. Livingston (D) - 6. Charles Lafayette Bartlett (D) - 7. John W. Maddox (D) - 8. William Marcellus Howard (D) - 9. Farish Carter Tate (D) - 10. William Henry Fleming (D) - 11. William Gordon Brantley (D) Idaho Staatsweite Wahl - James Gunn (P) Illinois 22 Wahlbezirke - 1. James Robert Mann (R) - 2. William Lorimer (R) - 3. Hugh R. Belknap (R) - 4. Daniel W. Mills (R) - 5. George E. White (R) - 6. Edward D. Cooke (R) bis zum 24. Juni 1897 - Henry Sherman Boutell (R) ab dem 23. November 1897 - 7. George Edmund Foss (R) - 8. Albert J. Hopkins (R) - 9. Robert R. Hitt (R) - 10. George W. Prince (R) - 11. Walter Reeves (R) - 12. Joseph Gurney Cannon (R) - 13. Vespasian Warner (R) - 14. Joseph V. Graff (R) - 15. Benjamin F. Marsh (R) - 16. William H. Hinrichsen (D) - 17. James A. Connolly (R) - 18. Thomas M. Jett (D) - 19. Andrew J. Hunter (D) - 20. James R. Campbell (D) - 21. Jehu Baker (D) - 22. George W. Smith (R) Indiana 13 Wahlbezirke - 1. James A. Hemenway (R) - 2. Robert W. Miers (D) - 3. William T. Zenor (D) - 4. William S. Holman (D) bis zum 22. April 1897 - Francis M. Griffith (D) ab dem 6. Dezember 1897 - 5. George W. Faris (R) - 6. Henry U. Johnson (R) - 7. Jesse Overstreet (R) - 8. Charles L. Henry (R) - 9. Charles B. Landis (R) - 10. Edgar D. Crumpacker (R) - 11. George Washington Steele (R) - 12. James McClellan Robinson (D) - 13. Lemuel W. Royse (R) Iowa 11 Wahlbezirke - 1. Samuel M. Clark (R) - 2. George M. Curtis (R) - 3. David B. Henderson (R) - 4. Thomas Updegraff (R) - 5. Robert G. Cousins (R) - 6. John F. Lacey (R) - 7. John A. T. Hull (R) - 8. William Peters Hepburn (R) - 9. Alva L. Hager (R) - 10. Jonathan P. Dolliver (R) - 11. George D. Perkins (R) Kansas 7 Wahlbezirke. Außerdem wurde ein Abgeordneter staatsweit gewählt - 1. Case Broderick (R) - 2. Mason S. Peters (P) - 3. Edwin R. Ridgely (P) - 4. Charles Curtis (R) - 5. William D. Vincent (P) - 6. Nelson B. McCormick (P) - 7. Jerry Simpson (P) - 8. Jeremiah D. Botkin (P) staatsweit gewählt Kentucky 11 Wahlbezirke - 1. Charles K. Wheeler (D) - 2. John Daniel Clardy (D) - 3. John Stockdale Rhea (D) - 4. David Highbaugh Smith (D) - 5. Walter Evans (R) - 6. Albert S. Berry (D) - 7. Evan E. Settle (D) - 8. George M. Davison (R) - 9. Samuel Johnson Pugh (R) - 10. Thomas Y. Fitzpatrick (D) - 11. David Grant Colson (R) Louisiana 6 Wahlbezirke - 1. Adolph Meyer (D) - 2. Robert C. Davey (D) - 3. Robert F. Broussard (D) - 4. Henry Warren Ogden (D) - 5. Samuel T. Baird (D) - 6. Samuel Matthews Robertson (D) Maine 4 Wahlbezirke - 1. Thomas Brackett Reed (R) - 2. Nelson Dingley (R) bis zum 13. Januar 1899, danach blieb der Sitz vakant - 3. Seth L. Milliken (R) bis zum 18. April 1897 - Edwin C. Burleigh (R) ab dem 21. Juni 1897 - 4. Charles A. Boutelle (R) Maryland 6 Wahlbezirke. - 1. Isaac Ambrose Barber (R) - 2. William Benjamin Baker (R) - 3. William Samuel Booze (R) - 4. William Watson McIntire (R) - 5. Sydney Emanuel Mudd (R) - 6. John McDonald (R) Massachusetts 13 Wahlbezirke - 1. Ashley B. Wright (R) bis zum 14. August 1897 - George P. Lawrence (R) ab dem 2. November 1897 - 2. Frederick H. Gillett (R) - 3. Joseph H. Walker (R) - 4. George W. Weymouth (R) - 5. William Shadrach Knox (R) - 6. William H. Moody (R) - 7. William Emerson Barrett (R) - 8. Samuel W. McCall (R) - 9. John F. Fitzgerald (D) - 10. Samuel J. Barrows (R) - 11. Charles F. Sprague (R) - 12. William C. Lovering (R) - 13. John Simpkins (R) bis zum 27. März 1898 - William S. Greene (R) ab dem 31. Mai 1898 Michigan 12 Wahlbezirke - 1. John Blaisdell Corliss (R) - 2. George Spalding (R) - 3. Albert M. Todd (D) - 4. Edward L. Hamilton (R) - 5. William Alden Smith (R) - 6. Samuel William Smith (R) - 7. Horace G. Snover (R) - 8. Ferdinand Brucker (D) - 9. Roswell P. Bishop (R) - 10. Rousseau Owen Crump (R) - 11. William S. Mesick (R) - 12. Carlos D. Shelden (R) Minnesota 7. Wahlbezirke - 1. James Albertus Tawney (R) - 2. James McCleary (R) - 3. Joel Heatwole (R) - 4. Frederick Stevens (R) - 5. Loren Fletcher (R) - 6. Robert P. Morris (R) - 7. Frank Eddy (R) Mississippi 7 Wahlbezirke - 1. John Mills Allen (D) - 2. William V. Sullivan (D) bis zum 31. Mai 1898 - Thomas Spight (D) ab dem 5. Juli 1898 - 3. Thomas C. Catchings (D) - 4. Andrew F. Fox (D) - 5. John Sharp Williams (D) - 6. William F. Love (D) bis zum 16. Oktober 1898 - Frank A. McLain (D) ab dem 2. Dezember 1898 - 7. Patrick Henry (D) Missouri 15 Wahlbezirke - 1. James Tilghman Lloyd (D) ab dem 1. Juni 1897 - 2. Robert N. Bodine (D) - 3. Alexander Monroe Dockery (D) - 4. Charles F. Cochran (D) - 5. William S. Cowherd (D) - 6. David A. De Armond (D) - 7. James Cooney (D) - 8. Richard P. Bland (D) - 9. Champ Clark (D) - 10. Richard Bartholdt (R) - 11. Charles Frederick Joy (R) - 12. Charles Edward Pearce (R) - 13. Edward Robb (D) - 14. Willard Duncan Vandiver (D) - 15. Maecenas Eason Benton (D) Montana Staatsweite Wahl - Charles S. Hartman (SR) | Nebraska 6 Wahlbezirke - 1. Jesse Burr Strode (R) - 2. David Henry Mercer (R) - 3. Samuel Maxwell (P) - 4. William Ledyard Stark (P) - 5. Roderick Dhu Sutherland (P) - 6. William Laury Greene (P) Nevada Staatsweite Wahl - Francis G. Newlands (S) New Hampshire 2 Wahlbezirke - 1. Cyrus A. Sulloway (R) - 2. Frank Gay Clarke (R) New Jersey 8 Wahlbezirke - 1. Henry C. Loudenslager (R) - 2. John J. Gardner (R) - 3. Benjamin Franklin Howell (R) - 4. Mahlon Pitney (R) bis zum 10. Januar 1899, danach blieb der Sitz vakant - 5. James F. Stewart (R) - 6. Richard W. Parker (R) - 7. Thomas McEwan (R) - 8. Charles N. Fowler (R) New York 34 Wahlbezirke - 1. Joseph M. Belford (R) - 2. Denis M. Hurley (R) bis zum 26. Februar 1899, danach blieb der Sitz vakant - 3. Francis H. Wilson (R) bis zum 30. September 1897 - Edmund H. Driggs (D) ab dem 6. Dezember 1897 - 4. Israel F. Fischer (R) - 5. Charles G. Bennett (R) - 6. James R. Howe (R) - 7. John H. G. Vehslage (D) - 8. John M. Mitchell (R) - 9. Thomas J. Bradley (D) - 10. Amos J. Cummings (D) - 11. William Sulzer (D) - 12. George B. McClellan Jr. D) - 13. Richard C. Shannon (R) - 14. Lemuel E. Quigg (R) - 15. Philip B. Low (R) - 16. William L. Ward (R) - 17. Benjamin Barker Odell (R) - 18. John H. Ketcham (R) - 19. Aaron Van Schaick Cochrane (R) - 20. George N. Southwick (R) - 21. David F. Wilber (R) - 22. Lucius Littauer (R) - 23. Wallace T. Foote (R) - 24. Charles A. Chickering (R) - 25. James S. Sherman (R) - 26. George W. Ray (R) - 27. James J. Belden (R) - 28. Sereno E. Payne (R) - 29. Charles W. Gillet (R) - 30. James Wolcott Wadsworth (R) - 31. Henry C. Brewster (R) - 32. Rowland B. Mahany (R) - 33. De Alva S. Alexander (R) - 34. Warren B. Hooker (R) bis zum 10. November 1898, danach blieb der Sitz vakant North Carolina 9 Wahlbezirke - 1. Harry Skinner (P) - 2. George Henry White (R) - 3. John Edgar Fowler (P) - 4. William Franklin Strowd (P) - 5. William Walton Kitchin (D) - 6. Charles H. Martin (P) - 7. Alonzo C. Shuford (P) - 8. Romulus Zachariah Linney (R) - 9. Richmond Pearson (R) North Dakota Staatsweite Wahl - Martin N. Johnson (R) Ohio 21 Wahlbezirke - 1. William B. Shattuc (R) - 2. Jacob H. Bromwell (R) - 3. John Lewis Brenner (D) - 4. George A. Marshall (D) - 5. David Meekison (D) - 6. Seth W. Brown (R) - 7. Walter L. Weaver (R) - 8. Archibald Lybrand (R) - 9. James H. Southard (R) - 10. Lucien J. Fenton (R) - 11. Charles H. Grosvenor (R) - 12. John J. Lentz (D) - 13. James A. Norton (D) - 14. Winfield S. Kerr (R) - 15. H. Clay Van Voorhis (R) - 16. Lorenzo Danford (R) - 17. John A. McDowell (D) - 18. Robert Walker Tayler (R) - 19. Stephen A. Northway (R) bis zum 8. September 1898 - Charles W. F. Dick (R) ab dem 8. November 1898 - 20. Clifton B. Beach (R) - 21. Theodore E. Burton (R) Oregon 2 Wahlbezirke - 1. Thomas H. Tongue (R) - 2. William R. Ellis (R) Pennsylvania 28 Wahlbezirke. Außerdem wurden zwei Abgeordnete staatsweit gewählt - 1. Henry H. Bingham (R) - 2. Robert Adams (R) - 3. William McAleer (D) - 4. James R. Young (R) - 5. Alfred C. Harmer (R) - 6. Thomas S. Butler (Unabhängiger Republikaner) - 7. Irving Price Wanger (R) - 8. William Sebring Kirkpatrick (R) - 9. Daniel Ermentrout (D) - 10. Marriott Henry Brosius (R) - 11. William Connell (R) - 12. Morgan B. Williams (R) - 13. Charles N. Brumm (R) - 14. Marlin Edgar Olmsted (R) - 15. James Hodge Codding (R) - 16. Horace Billings Packer (R) - 17. Monroe Henry Kulp (R) - 18. Thaddeus Maclay Mahon (R) - 19. George Jacob Benner (D) - 20. Josiah Duane Hicks (R) - 21. Edward Everett Robbins (R) - 22. John Dalzell (R) - 23. William A. Stone (R) bis zum 9. November 1898 - William Harrison Graham (R) ab dem 29. November 1898 - 24. Ernest F. Acheson (R) - 25. Joseph Baltzell Showalter (R) ab dem 20. April 1897 - 26. John Cirby Sturtevant (R) - 27. Charles Warren Stone (R) - 28. William Carlile Arnold (R) - 29. Samuel Arza Davenport (R) staatsweit gewählt - 30. Galusha A. Grow (R) staatsweit gewählt Rhode Island 2 Wahlbezirke - 1. Melville Bull (R) - 2. Adin B. Capron (R) South Carolina 7 Wahlbezirke. - 1. William Elliott (D) - 2. W. Jasper Talbert (D) - 3. Asbury Latimer (D) - 4. Stanyarne Wilson (D) - 5. Thomas J. Strait (D) - 6. John L. McLaurin (D) bis zum 31. Mai 1897 - James Norton (D) ab dem 6. Dezember 1897 - 7. J. William Stokes (D) South Dakota Staatsweite Wahlen für beide Abgeordneten - John Edward Kelley (P) - Freeman Knowles (R) Tennessee 10 Wahlbezirke - 1. Walter P. Brownlow (R) - 2. Henry R. Gibson (R) - 3. John A. Moon (D) - 4. Benton McMillin (D) bis zum 6. Januar 1899, danach blieb der Sitz vakant - 5. James D. Richardson (D) - 6. John W. Gaines (D) - 7. Nicholas N. Cox (D) - 8. Thetus W. Sims (D) - 9. Rice Alexander Pierce (D) - 10. Edward W. Carmack (D) Texas 13 Wahlbezirke. - 1. Thomas Henry Ball (D) - 2. Samuel B. Cooper (D) - 3. Reese C. De Graffenreid (D) - 4. John W. Cranford (D) bis zum 3. März 1899, danach war der Sitz für einen Tag vakant. - 5. Joseph Weldon Bailey (D) - 6. Robert E. Burke (D) - 7. Robert Lee Henry (D) - 8. Samuel W. T. Lanham (D) - 9. Joseph D. Sayers (D) bis zum 16. Januar 1899, danach blieb der Sitz vakant - 10. Robert B. Hawley (R) - 11. Rudolph Kleberg (D) - 12. James Luther Slayden (D) - 13. John Hall Stephens (D) Utah Staatsweite Wahlen - William H. King (D) Vermont 2 Wahlbezirke - 1. H. Henry Powers (R) - 2. William W. Grout (R) Virginia 10 Wahlbezirke - 1. William Atkinson Jones (D) - 2. William Albin Young (D) bis zum 26. April 1898 - Richard Alsop Wise (R) ab dem 26. April 1898 - 3. John Lamb (D) - 4. Sydney Parham Epes (D) bis zum 23. März 1898 - Robert Taylor Thorp (R) ab dem 23. März 1898 - 5. Claude A. Swanson (D) - 6. Peter J. Otey (D) - 7. James Hay (D) - 8. John Franklin Rixey (D) - 9. James A. Walker (R) - 10. Jacob Yost (R) Washington Staatsweite Wahl - William Carey Jones (S) - J. Hamilton Lewis (D) West Virginia 4 Wahlbezirke - 1. Blackburn B. Dovener (R) - 2. Alston G. Dayton (R) - 3. Charles Dorr (R) - 4. Warren Miller (R) Wisconsin 10 Wahlbezirke - 1. Henry A. Cooper (R) - 2. Edward Sauerhering (R) - 3. Joseph W. Babcock (R) - 4. Theobald Otjen (R) - 5. Samuel S. Barney (R) - 6. James H. Davidson (R) - 7. Michael Griffin (R) - 8. Edward S. Minor (R) - 9. Alexander Stewart (R) - 10. John J. Jenkins (R) Wyoming Staatsweite Wahlen - John E. Osborne (D) |

Nicht stimmberechtigte Mitglieder im Repräsentantenhaus:
- Arizona-Territorium: Marcus A. Smith (D)
- New-Mexico-Territorium: Harvey Butler Fergusson (D)
- Oklahoma-Territorium: James Yancy Callahan (Free Silver Party)